# Ali Guettaf
Ali Guettaf, né le 11 mars 1917 à Laghouat et mort le 18 octobre 2015 dans le 12e arrondissement de Marseille, est un homme politique français.